# Harsum

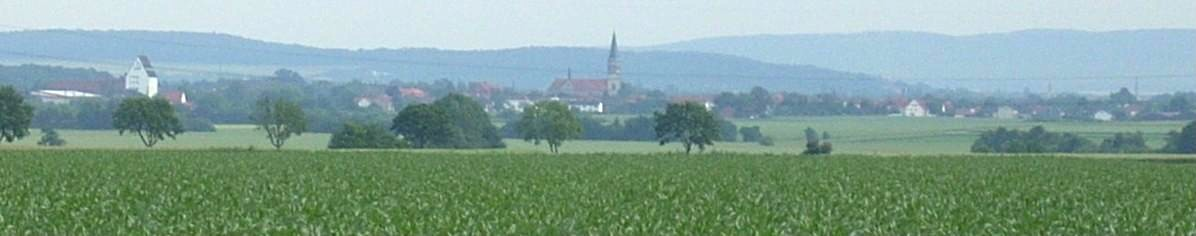
Harsum

Harsum is een gemeente in de Duitse deelstaat Nedersaksen, en maakt deel uit van het Landkreis Hildesheim. Harsum telt 11.429 inwoners.

## Plaatsen in de gemeente Harsum
- Adlum
- Asel
- Borsum
- Harsum
- Hönnersum
- Hüddessum
- Klein Förste
- Machtsum
- Rautenberg

- Gemeinsame Normdatei: 4119882-7
- Library of Congress Control Number: n85357521
- MusicBrainz: 5f342103-5f99-481e-a693-04051fcb1676
- Nationale Bibliotheek van Israël: 987007564875905171
- Virtual International Authority File: 154847894
- WorldCat: E39PBJkMCXgk779TWg7BvfCfbd

Adenstedt ·
Alfeld (Leine) ·
Algermissen ·
Almstedt ·
Bad Salzdetfurth ·
Banteln ·
Betheln ·
Bockenem ·
Brüggen ·
Coppengrave ·
Despetal ·
Diekholzen ·
Duingen ·
Eberholzen ·
Eime ·
Elze ·
Everode ·
Freden (Leine) ·
Giesen ·
Gronau (Leine) ·
Harbarnsen ·
Harsum ·
Hildesheim ·
Holle ·
Hoyershausen ·
Lamspringe ·
Landwehr ·
Marienhagen ·
Neuhof ·
Nordstemmen ·
Rheden ·
Sarstedt ·
Schellerten ·
Sehlem ·
Sibbesse ·
Söhlde ·
Weenzen ·
Westfeld ·
Winzenburg ·
Woltershausen